# Pretoria (stacja kolejowa)
Pretoria – stacja kolejowa w Pretorii, w prowincji Gauteng, w Republice Południowej Afryki. Stacja posiada 3 perony.